# PASSENGER (押尾コータローのアルバム)
『PASSENGER』（パッセンジャー）は、日本のギタリスト、押尾コータローのメジャー16枚目のオリジナル・アルバム。2020年9月30日にSME Recordsから2曲のミュージック・ビデオとメイキング映像を収録したBlu-ray Disc付初回生産限定盤A、DVD付初回生産限定盤B、通常盤の3形態で発売された。

## 解説
前作15作目『Encounter』から1年半ぶりの新譜。アルバムタイトルの意味は「乗客」であり、「世界各地を旅しながら綴られたポストカードを集めた様な仕上がりである」と発売時に自身の公式サイトで発表している。
光に向かい前進するメッセージを込めた「GOLD RUSH」は、今までライブでしか使用されてこなかったギター”KAMEOKA GUITAR”を初めてレコーディングで使用している。ボディーヒット・タッピングなどのパーカッシッブな奏法を盛り込み、低音巻弦を擦るスクラッチ音を導入。初回生産限定盤付属付属収録のBlu-ray DiscとDVDには本楽曲のミュージック・ビデオが収録されており、楽曲後半には5弦・6弦をクロスしてスネアドラムのスナッピーのような響きを鳴らす、小太鼓奏法とも言える斬新な間奏を展開する。MVの監督は青木亮二、出演ダンサーは振付師でもある水村里奈を起用。
他にもサクソフォーン演奏者・上野耕平とのコラボ曲「冬の晴レルヤ feat. 上野耕平」（2019年MBSお天気部冬のテーマ曲）初回生産限定盤付属付属収録のBlu-ray DiscとDVDにミュージック・ビデオが収録されたもう一曲の楽曲で、未来の子供達の楽園を描いた「EDEN」を含む、様々なジャンルの楽曲を集めた全15曲のレコーディングに16本の異なるギターを使用していることも本作の大きな特徴。

## 収録曲

### CD
| 全作曲・編曲: 押尾コータロー。 |                                 |       |                |      |
| #                              | タイトル                        | 作詞  | 作曲・編曲     | 時間 |
| 1.                             | 「GOLD RUSH」                   |       | 押尾コータロー | 4:13 |
| 2.                             | 「フォトグラフ」                |       | 押尾コータロー | 3:46 |
| 3.                             | 「韋駄天」                      |       | 押尾コータロー | 3:26 |
| 4.                             | 「EDEN」                        |       | 押尾コータロー | 4:55 |
| 5.                             | 「星夜のパヴァーヌ」            |       | 押尾コータロー | 3:48 |
| 6.                             | 「Shanghai Lover」              |       | 押尾コータロー | 4:00 |
| 7.                             | 「Smoky Slider」                |       | 押尾コータロー | 3:10 |
| 8.                             | 「週末旅行」                    |       | 押尾コータロー | 3:50 |
| 9.                             | 「Liberty」                     |       | 押尾コータロー | 3:51 |
| 10.                            | 「Heart Break Cats」            |       | 押尾コータロー | 3:02 |
| 11.                            | 「Congratulations」             |       | 押尾コータロー | 4:12 |
| 12.                            | 「少年の僕」                    |       | 押尾コータロー | 3:12 |
| 13.                            | 「アサガオ」                    |       | 押尾コータロー | 3:35 |
| 14.                            | 「Love Letter」                 |       | 押尾コータロー | 4:19 |
| 15.                            | 「冬の晴レルヤ feat. 上野耕平」 |       | 押尾コータロー | 3:35 |
| 合計時間:                      | 合計時間:                       | 56:54 |                |      |

### 初回生産限定盤　Blu-ray Disc・DVD
| #  | タイトル                   | 作詞 | 作曲・編曲     |
| -- | -------------------------- | ---- | -------------- |
| 1. | 「GOLD RUSH」(Music Video) |      | 押尾コータロー |
| 2. | 「EDEN」(Music Video)      |      | 押尾コータロー |
| 3. | 「Making Movie」           |      |                |